# 朱利安·甘布爾
朱利安·拉馮·甘布爾（1989年9月15日—）為美國男子籃球運動員，最後效力於台灣職業籃球大聯盟新竹御嵿攻城獅。
2019年6月，全国男子篮球联赛长沙金健米业向甘布爾報價兩次以後，甘布爾加入球隊。2019年7月，博洛尼亞維圖斯簽下甘布爾。2021年9月，加納利群島引進甘布爾。2021年11月，甘布爾加入聖帕羅布哥斯。2022年10月，海爾茲利亞之子簽下甘布爾。2023年12月，斯卡法蒂引進甘布爾。2024年8月，甘布爾加入博洛尼亞維圖斯參加季前訓練。2024年9月，甘布爾獲得BUAP銀狼的合約後離開博洛尼亞維圖斯。2024年12月，甘布爾加盟台灣職業籃球大聯盟新竹御嵿攻城獅，球隊取中文名為「敢搏」。2025年1月，新竹御嵿攻城獅宣布與甘布爾達成離隊協議。

## 外部連結
- 朱利安·甘布爾在fiba.basketball（英语）
- 朱利安·甘布爾在歐洲籃球聯賽官網（英语）
- 朱利安·甘布爾在西班牙篮球甲级联赛官網（球員）（西班牙语）
- 朱利安·甘布爾在法國籃球甲級聯賽官網（法语）
- 朱利安·甘布爾在德國籃球甲級聯賽官網（德语）
- 朱利安·甘布爾在德國籃球甲級聯賽官網（德语）
- 朱利安·甘布爾在台灣職業籃球大聯盟官網
- 朱利安·甘布爾在Basketball-Reference.com（國際）（英语）
- 朱利安·甘布爾在Sports-Reference.com（NCAA）（英语）
- 朱利安·甘布爾在Eurobasket.com（球員）（英语）
- 朱利安·甘布爾在Proballers（英语）
- 朱利安·甘布爾在RealGM（英语）
- 朱利安·甘布爾在Flashscore（英语）